# Суракматов, Азиз Эмильбекович
Ази́з Эмильбе́кович Суракма́тов (род. 22 ноября 1971, Фрунзе) — киргизский государственный и политический деятель. Мэр Бишкека (2018—2020). Президент футбольного клуба «Алга».

## Биография
- 1994—1995 — бригадир, мастер производства в АО «Шоола»[2];
- 1995—1996 — мастер производства в ПМК «Кыргызпотребсоюз»[2];
- 1996—1999 — инженер, архитектор первой категории, юрисконсульт МП «Бишкекглавархитектура»;
- 1999—2000 — директор ОсОО «Консалтингово-экспертная фирма»[2];
- 2000—2002 — главный специалист, заведующий отделом мэрии Бишкека[2];
- 2002—2008 — заместитель главного архитектора МП «Бишкекглавархитектура»[2];
- 2008—2008 — начальник Управления государственного архитектурно-строительного надзора по Бишкеку[2];
- 2008—2010 — председатель Бишкекского городского кенеша[2];
- 2010 — депутат республиканского парламента (Жогорку Кенеш Кыргызской Республики)[2];
- 2012 — член комитета парламента по законности, правопорядку и борьбе с преступностью.

В 2018—2020 гг. — мэр города Бишкек. Оставил должность по собственному желанию 6 октября 2020 года после протестов, вызванных неудовлетворением гражданами результатами выборов, захвата мэрии и «назначением» оппозионерами Жоошбека Коеналиева «народным мэром». Позже(8 октября) все-таки вернулся на пост мэра г. Бишкек. Позже (20 октября) покинул пост мэра передав полномочия бывшему мэру Бишкека (2008—2010) Нариману Тюлееву.